# Sanjay-Sarovar-Talsperre
Die Sanjay-Sarovar-Talsperre (früher Upper Wainganga-Projekt genannt) ist eine Talsperre am Wainganga bei den Orten Bhimgarh und Chhapara im Bundesstaat Madhya Pradesh in Indien. Sie wurde von 1972 bis 1998 gebaut und dient der Bewässerung in den Distrikten Seoni und Balaghat. Auch wird hier elektrischer Strom erzeugt (3450 kW).
Das Absperrbauwerk besteht aus einem Erdschüttdamm mit Teilen aus einer Staumauer aus Mauerwerk mit einer maximalen Höhe von 42,67 m und einer Länge von 3871 m. 
Der normale Wasserspiegel des 55,36 km² großen Stausees liegt auf 519,38 m über dem Meeresspiegel. Der Speicherraum ist 507 Millionen Kubikmeter groß, von denen 410 Mio. Nutzraum sind.
Die Hochwasserentlastung hat zehn Öffnungen mit Radialverschlüssen. Ihre Oberkante liegt auf 508,71 m, ihre Leistungsfähigkeit beträgt 16.648 m³/s.
Das Einzugsgebiet ist 2008 km² groß und im Jahresdurchschnitt fallen 1225 mm Regen.